# Pardosa dagestana
Pardosa dagestana är en spindelart som beskrevs av Jan Buchar och Thaler 1998. Pardosa dagestana ingår i släktet Pardosa och familjen vargspindlar. Inga underarter finns listade i Catalogue of Life.